# Salchicha de Zaratán

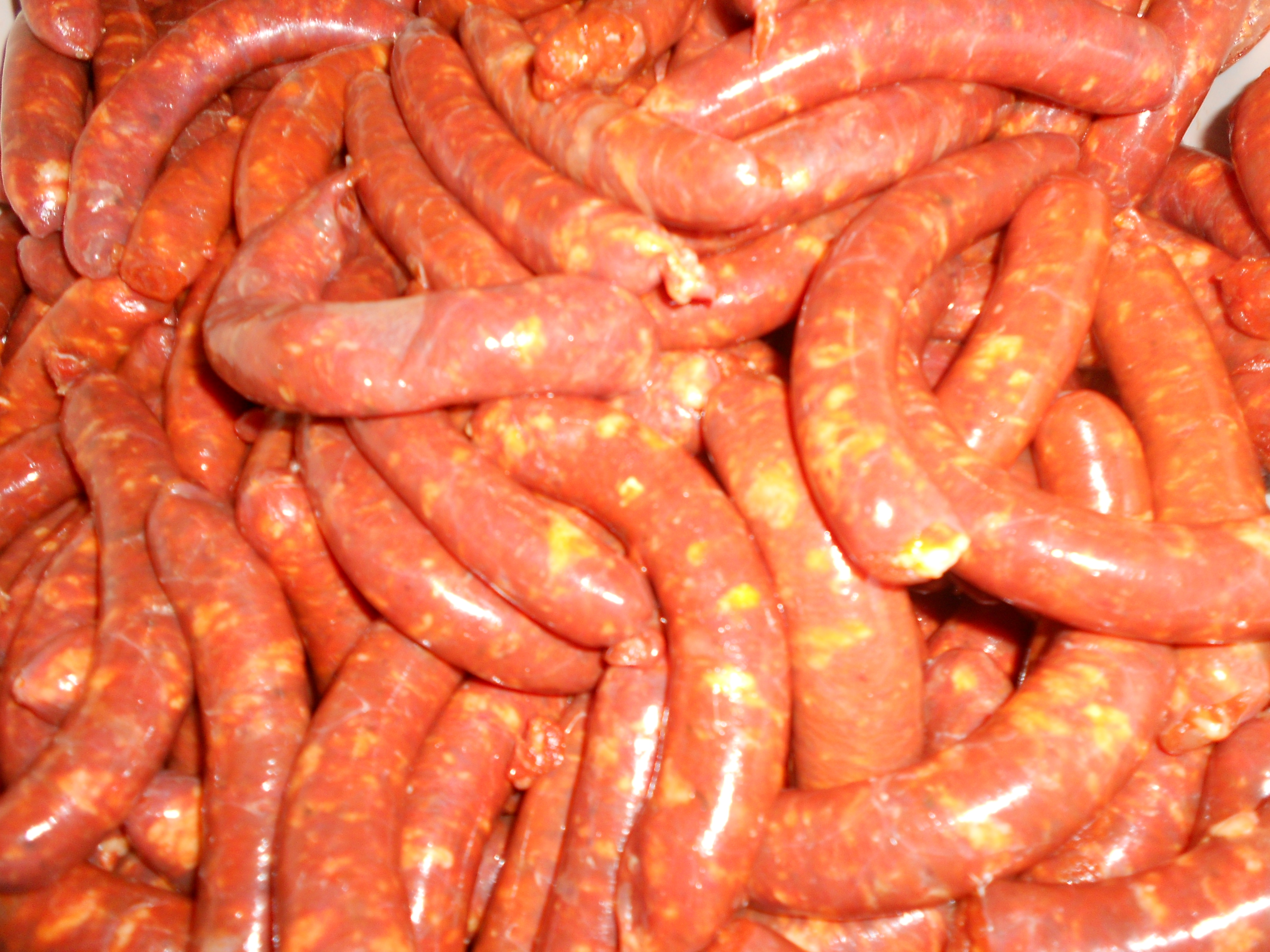
Salchicha de Zaratan, blanca y roja

La salchicha de Zaratán, (por la villa de Zaratán, localizada en la provincia de Valladolid, Castilla y León, España). Es un tipo de salchicha elaborada a base de carne magra de cerdo adobada y embutida en tripa. Se sigue un proceso natural de elaboración, primero se pica la carne, después se realiza el adobo, el amasado se suele realizar a mano. Tras un reposo de 24 horas, se procede al embutido. La salchicha se presenta con un color rojo brillante, en ristras paralelas torsionadas entre sí. En su sabor destaca un ligero picor agradable. Actualmente se comercializan dos tipos, tradicional y blanca.

## Historia

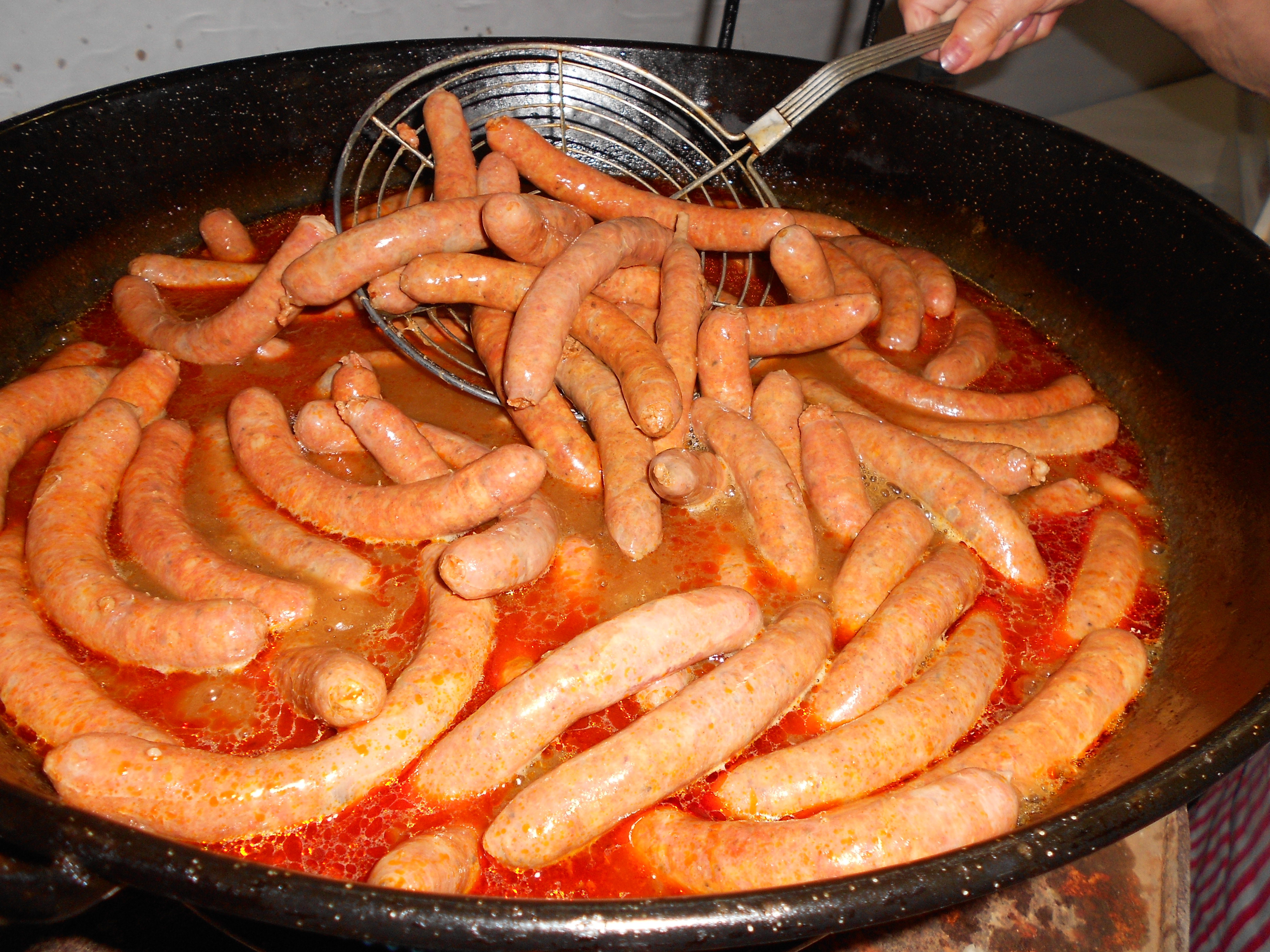
Salchichas de Zaratán.

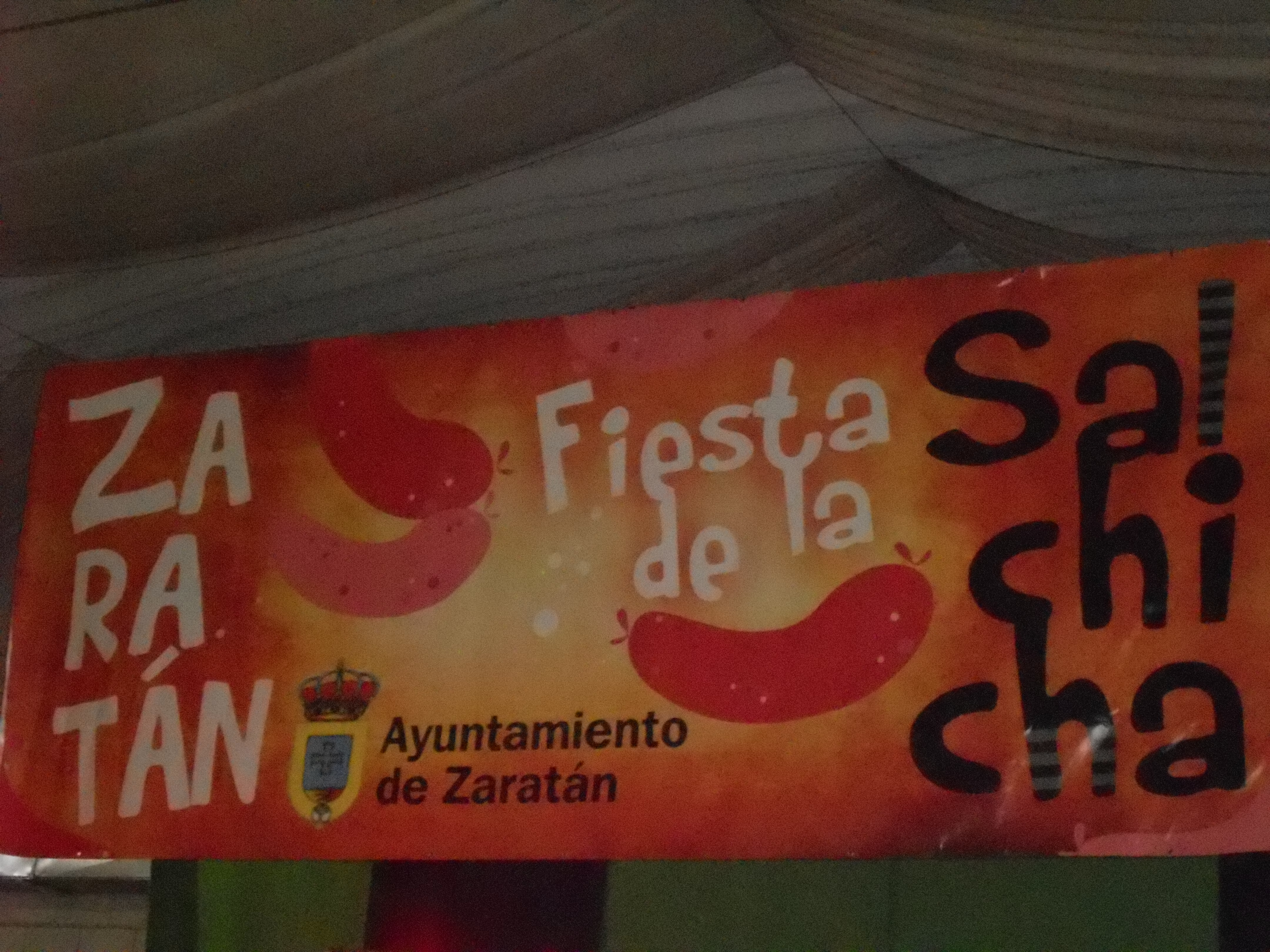
Pancarta de la fiesta de la salchicha.

La tradición mandaba que después del día de Todos los Santos los carniceros vendieran sus salchichas en las calles del pueblo, principalmente en las eras de la villa, donde se preparaban fogatas y se cocinaban. Esta costumbre que cuenta con más de un siglo de historia, se mantiene hoy, con la Fiesta de las Salchichas de Zaratán, que a modo de recordatorio, intenta mantener la tradición. Como se recoge en la página de turismo de la Junta de Castilla y León.
Se celebra la fiesta organizada por el Ayuntamiento de Zaratán, el día 2 de noviembre, con degustación de salchichas, bailes regionales. En los mesones y restaurantes de la localidad ofrecen tapas a base de salchichas. En el año 2011 se ha celebrado la primera carrera de "La Salchicha" en la que resultaron ganadores, Agustín Ruiz Pérez (Vino de Toro-Caja Rural) y Belén Pérez Pérez (Trotapinares).
La revista de folklore de la fundación Joaquín Díaz, en el estudio etnográfico sobre Zaratán, hace referencia a la existencia en los años ochenta de dos establecimientos dedicados a la elaboración de salchichas, una industria y una carnicería tradicional.
En septiembre de 2009 con el lema "Castilla y León más cerca de ti". Se presentó como promoción, en la residencia del embajador de España en Portugal, entre otros productos, las salchichas de Zaratán.
En el programa de rutas por la provincia, de la Diputación Provincial de Valladolid, se recomienda los establecimientos de la localidad, donde se pueden degustar las afamadas salchichas, uno de los platos típicos de la gastronomía de la provincia de Valladolid.

## Composición
Carne magra de cerdo, pimentón, ajo, orégano, sal y especias, todo ello embutido en tripa natural.
Aun se guarda celosamente en Zaratán el secreto de elaboración, que podría estar en las proporciones de los ingredientes y en el amasado.

## Preparación
Entre sus formas de preparación, la más recomendada es cocida en vino blanco de Rueda, (preferentemente de la localidad de Serrada) o clarete (vino rosado) de Cigales. También se pueden cocinar con sidra, acompañando guisos de legumbres, en paella, fritas con aceite junto a pimientos y huevos.